# Пьер-сюр-От
Пьер-сюр-От (фр. Pierre-sur-Haute) — высочайшая вершина горного хребта Горы Форэ, являющегося частью Центрального массива. Вершина этой горы находится как раз на границе департаментов Луара и Пюи-де-Дом. Это также наивысшая точка департамента Луара.
На вершине горы находятся военная радиостанция, радар гражданской авиации и средства гражданской связи. На восточном склоне горы находится горнолыжный курорт Шальмазель.

## География
Вершина Пьер-сюр-От находится на границе коммун Совен и Жоб. Это самая высокая вершина в горах Форез на линии между долиной Луары на востоке и долиной Доре на западе.
Гора Пьер-сюр-От состоит из гнейса и гранита.
С вершины горы в ясную погоду можно увидеть Альпы, гору Пло дю Канталь (вершину горного массива Канталь), вершины группы потухших вулканов Мон-Дор и ещё один отдельно стоящий потухший вулкан Дом.

### Климат
Климат гор Форез характеризуется наличием ветра Бурль — северного ветра, приносящего много снега и делающего невозможным наличие растительности на высоком плоскогорье. Также часты туманы (132 дня в году), вызывающие иней.
Годовое количество осадков на Пьера-сюр-От больше 1500 мм, и остаётся стабильным в течение года, в отличие от низких точек горного массива, где зимой не бывает осадков. В верхней части горы, в среднем, число дней в году, когда температура отрицательна, близко к 200, и более 100 дней без оттепели. Осень достаточно мягкая, а зима, как правило, захватывает весенние месяцы: апрель является более холодным, чем ноябрь. Дата выпадения первого снега сильно меняется.

### Флора
Флора Пьер-сюр-Ота состоит из пустошей и горных лужаек, которые занимают около 8000 га. Местность на высотах 1400 м и выше называется От Шом (буквально — «высокая солома»), где находятся небольшие отдельные дома, например, пастушьи хижины. К югу и юго-востоку от Пьер-сюр-От также находятся небольшие сыроварни или жассери. На более низких высотах флора представлена сосновыми и относительно густыми хвойными лесами. Часть из этих областей объявлена природной зоной интересов экологии, флоры и фауны, а ещё некоторая часть — природозащитной зоной Евросоюза Натура 2000.

### Транспортная система
На вершину Пьер-сюр-Ота идёт дорога от перевала Беаль к военной радиостанции. Эта дорога открыта для пешеходов, но закрыта для автомобилей, не имеющих специального разрешения.
GR 3 — первая обозначенная междугородняя пешеходная тропа во Франции, которая также проходит через Пьер-сюр-От на отрезке между Шабрелошем (44,3 км) и Сент-Антемом (21,8 км). Ближе всего от этой тропы до вершины Пьер-сюр-Ота находится перевал Беаль (4 км).
Также на вершину горы можно добраться на горнолыжном подъёмнике. От горнолыжного курорта Шальмазель (1 109 м) кресельная канатная дорога, работающая и зимой и летом, поднимает пассажиров до высоты в 1463 метра. Зимой работает горнолыжный подъёмник, поднимающий лыжников на высоту 1600 метров.

## Зимние развлечения

### Горные лыжи
На восточном склоне Пьера-сюр-Ота, в департаменте Луара, находится горнолыжный курорт Шальмазель. На курорте есть 11 км склонов, обслуживаемых кресельной канатной дорогой и 7 подъёмников для лыжников и сноубордистов. Курорт расположен в непосредственной близости от вершины горы и находится между лесами и дикими вересковые горными пустошами (на От Шом) на высотах от 1109 до 1600 метров. На курорте работает 90 снежных пушек.

### Сноукайтинг
Голые плато Пьер-сюр-Ота подходят для сноукайтинга из-за их гладкого рельефа, лишённого какой-либо растительности из-за ветра Бурль — северного ветра, который дует зимой в центре Франции к востоку от Центрального массива.

## Военная радиостанция
Вершину горы Пьер-сюр-От венчают радиовещательные передатчики и военная база, построенная НАТО в 1961 году во время холодной войны. На вершине башни находится сфера, видимая из любой точки долины Форэ, которая является видимой частью оборудования релейной радиосвязи, принадлежащей французской телекоммуникационной компании TDF. Крест Пьер-сюр-От, отмечающий наивысшую точку Луары на высоте 1634 метра, находится в помещении этой военной базы, которая расположена в рамках административных границ коммуны Жоб.

## Галерея

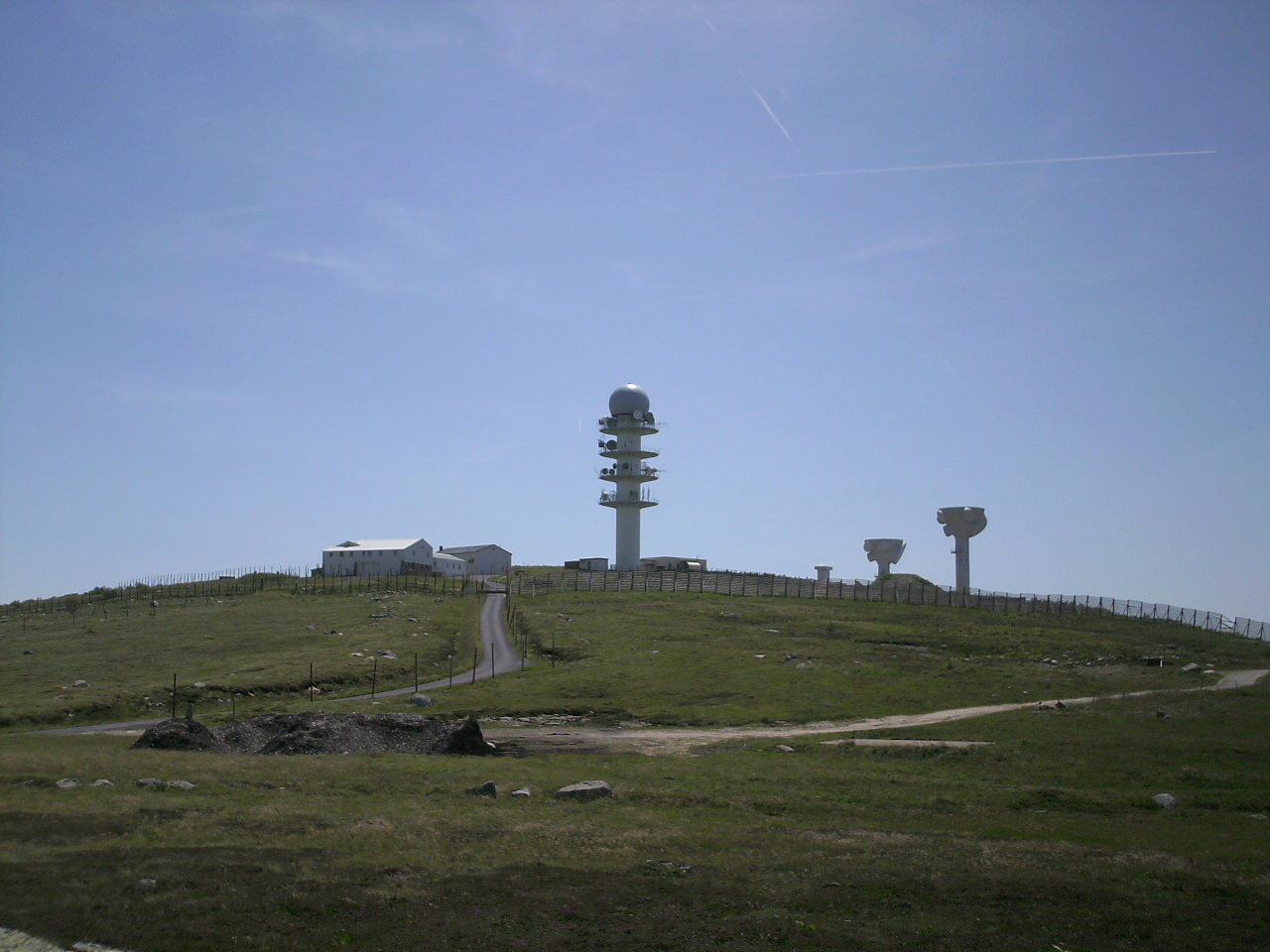
Военная радиостанция на вершине горы Пьер-сюр-От
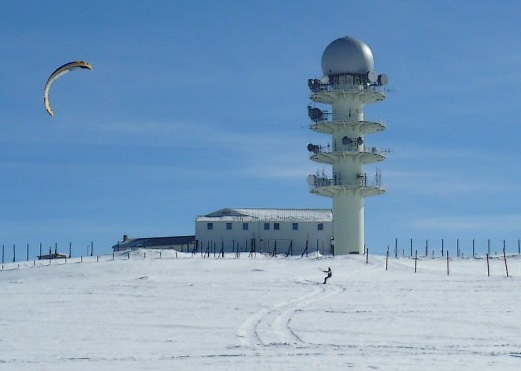
Сноукайтинг на вершине Пьер-сюр-Ота
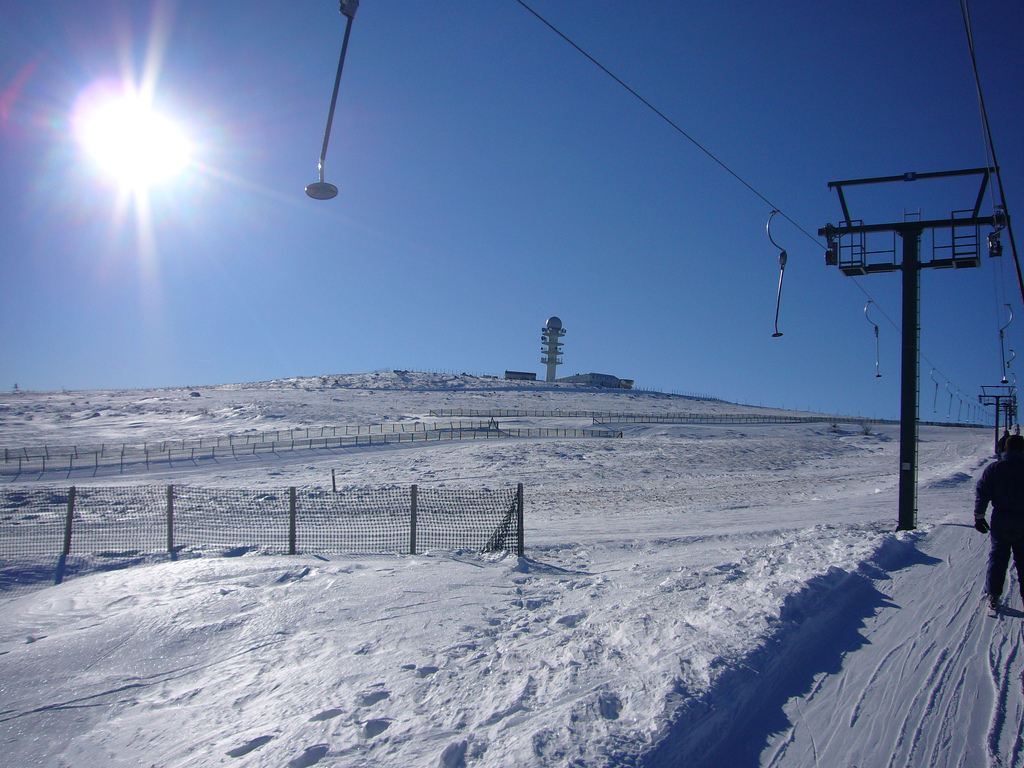
Подъёмник для лыжников и сноубордистов горнолыжного курорта Шальмазель на восточной стороне Пьер-Сюр-Ота
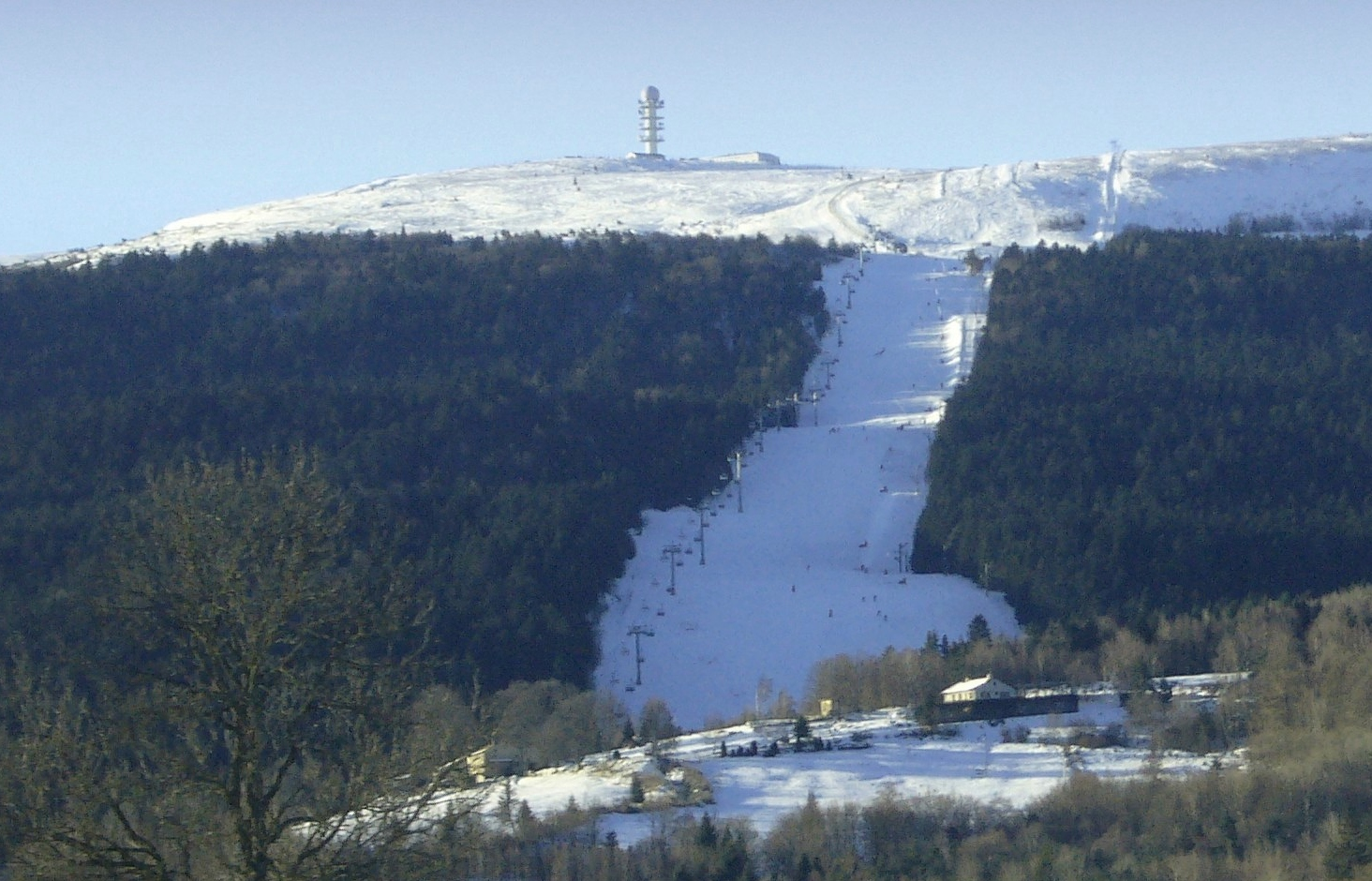
Кресельная канатная дорога горнолыжного курорта Шальмазель у подножья Пьер-сюр-Ота